# Zajons
Zajons ist ein deutscher Familienname.

## Herkunft und Bedeutung
Zajons ist ein Über- bzw. Berufsname.

## Varianten
- Zajonc
- Zajonz

## Namensträger
- Ferdinand Zajons (1906–1987), deutscher Fußballspieler